# Zephronia formosa
Zephronia formosa är en mångfotingart som beskrevs av Pocock 1890. Zephronia formosa ingår i släktet Zephronia och familjen Zephroniidae. Inga underarter finns listade i Catalogue of Life.